# اروشه پایین
اروشه پایین روستایی است در دهستان باقران از توابع بخش مرکزی شهرستان بیرجند، واقع در استان خراسان جنوبی که در سرشماری سال ۱۳۸۵ مرکز آمار ایران، جمعیتی برای آن گزارش نشده‌است.